# Luftfahrtmuseum Wernigerode

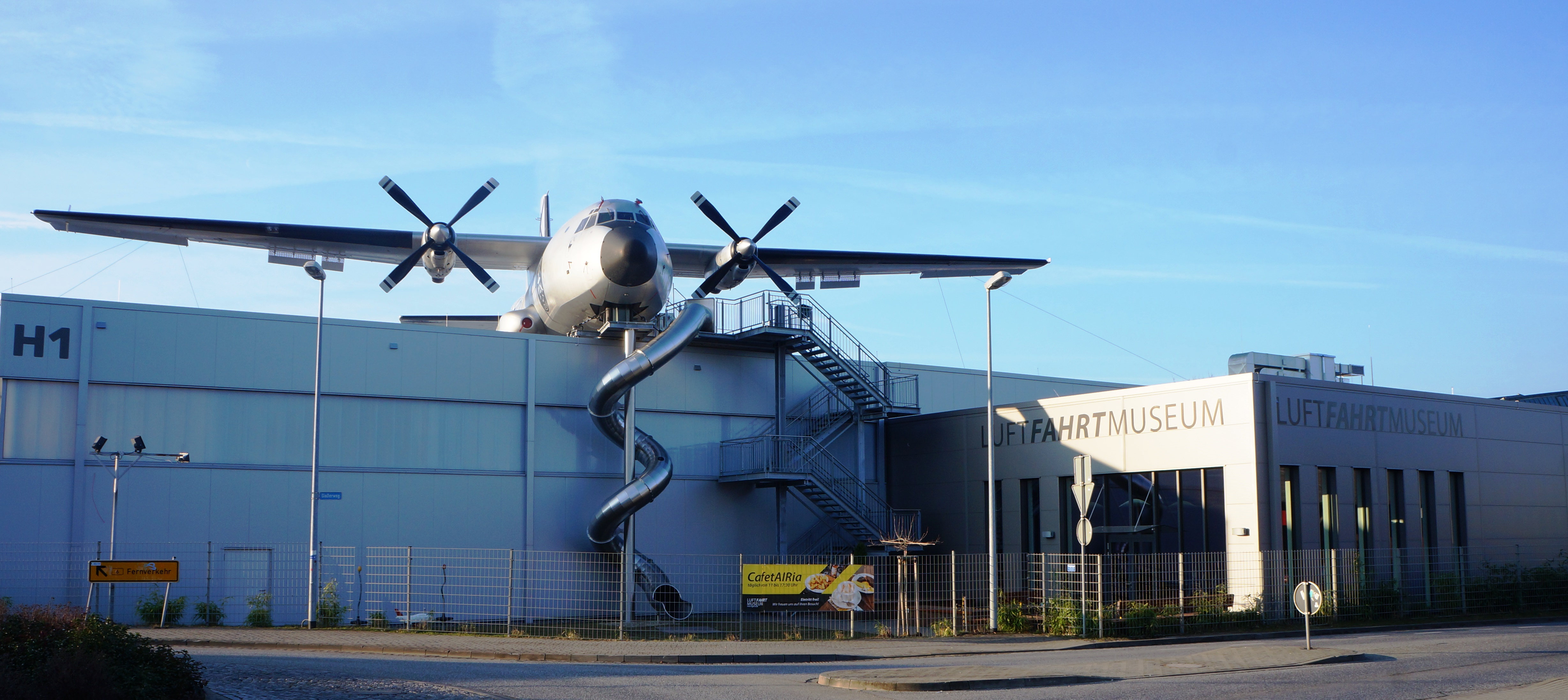
Außenansicht des Luftfahrtmuseums Wernigerode, mit der Transall und der dazugehörigen Rutsche.

Das Luftfahrtmuseum Wernigerode zeigt 50 restaurierte Flugzeuge und Helikopter in vier Hallen auf einer Fläche von ca. 6000 Quadratmetern. Ausgestellt sind ferner Teile, Geräte und Ausrüstungen, darunter Schleudersitze, Cockpits und Navigationsinstrumente, Piloten-Ausrüstungen, Triebwerke und Flugzeugmodelle aus verschiedenen Ländern. Die Ausstellung befasst sich hauptsächlich mit der Fliegerei nach 1945. Zum Bereich Technik gehören auch restaurierte Automobile und ein Tauchgerät. Neben Großexponaten erläutern Schnittmodelle und Funktionserläuterungen die Fliegerei. Insgesamt werden rund 1000 Ausstellungsstücke präsentiert.

## Geschichte
Das Museum wurde im Sommer 1999 mit zunächst drei Großexponaten eröffnet und ständig erweitert. Im Jahr 1998 begannen 16 ABM-Kräfte, die ehemalige Werkhalle für den Publikumsverkehr zu restaurieren. Clemens Aulich, Hausherr, Eigentümer und Leiter der Ausstellung, war 1992 mit der Sanierung und Privatisierung des ehemaligen Elmo-Werksgeländes beauftragt und entdeckte die Halle für das Museum. In der Zwischenzeit wurde das Museum zweimal erweitert, um die zahlreichen Exponate ausstellen zu können; der letzte Erweiterungsbau wurde am 18. Juli 2016 eröffnet.

## Art der Präsentation
Besucher können die Exponate aus unmittelbarer Nähe betrachten und teilweise auch begehen. Zu den einzelnen Ausstellungsstücken finden sich Tafeln mit den wichtigsten Daten, die teilweise auch Erklärungen darüber beinhalten, wer mit den Maschinen geflogen ist. Zu sehen ist zum Beispiel der Jet, mit dem Prinz Charles flog oder ein Hubschrauber, mit dem die englische Königsfamilie reiste. Audioguides für Erwachsene und eine spezielle Version für Kinder können kostenfrei ausgeliehen werden. Auf Wunsch erfolgen Führungen für Gruppen bis zu 25 Personen. Eine Besonderheit ist, dass Besucher auch einen Blick in die Restaurationswerkstatt werfen können. In den Hallen befindet sich Gastronomie sowie ein Museumsshop.

## Exponate

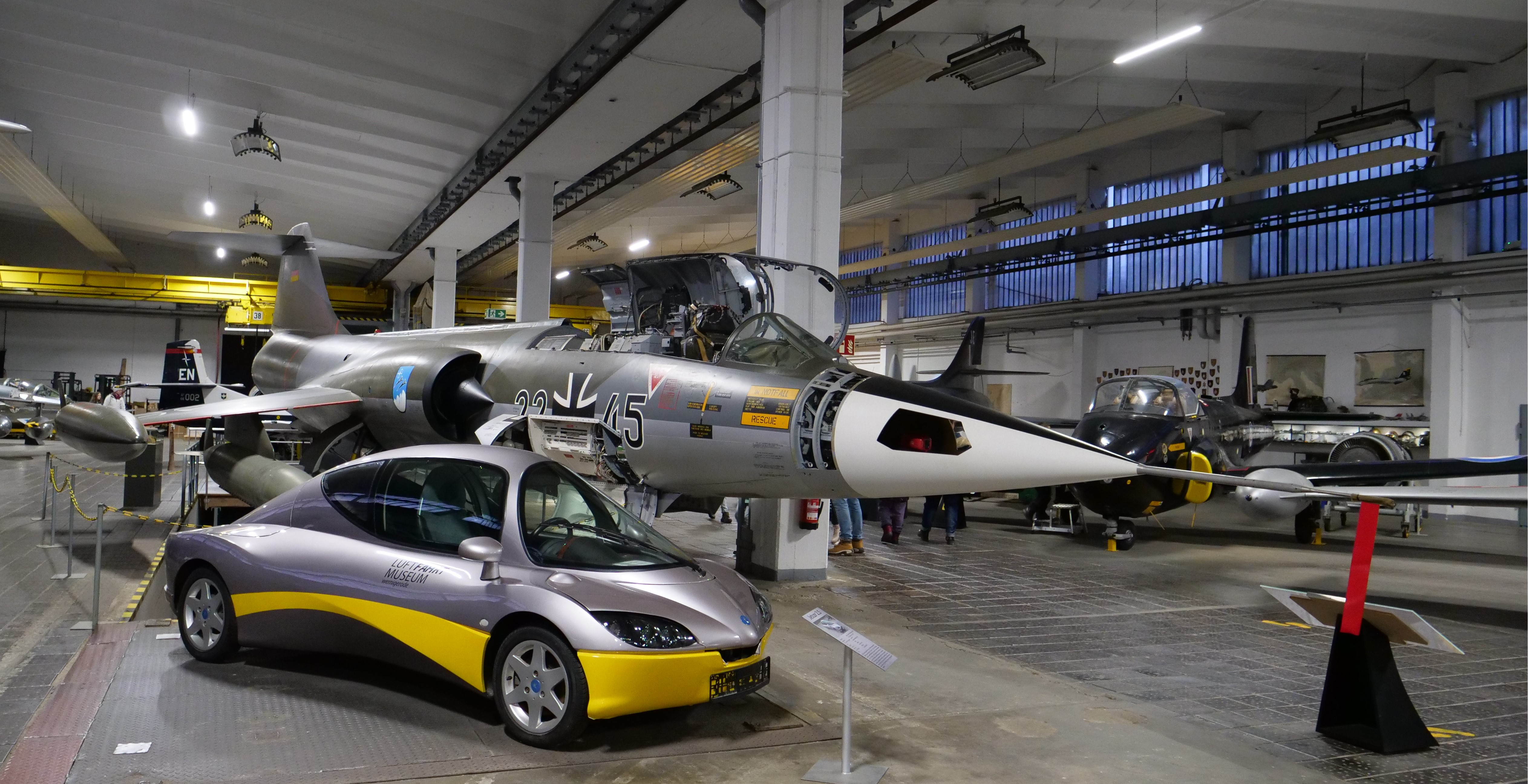
Blick in eine der Ausstellungshallen des Luftfahrtmuseums Wernigerode. Im Vordergrund ein Jetcar 2.5 und eine Lockheed F-104.

Ausgestellt werden Flugzeuge und Hubschrauber aus den zivilen Bereichen Luftrettung, Passagier- und Agrarfliegerei sowie militärische Luftfahrzeuge. Unter anderem gibt es drei Exemplare des Starfighters. Zudem werden verschiedene Komponenten von Luftfahrzeugen und Ausrüstungsgegenstände von Piloten gezeigt. Stand- und Schnittmodelle verschiedener Luftfahrzeuge ergänzen die Sammlung. Unter anderem ist auf dem Hangardach eine begehbare Transall C-160 51+01 ausgestellt, von der eine vom Publikum gern genutzte Rutsche nach unten führt. Vor ihrem Umzug nach Wernigerode war die Maschine am Flugplatz Ballenstedt ausgestellt.
Die neueste Erwerbung des Museums seit dem 20. April 2023 ist eine Junkers Ju 52/3m, die ursprünglich zur Schweizer Luftwaffe gehörte und nach ihrer Außerdienststellung bis vor wenigen Jahren bei der Ju-Air mit dem Kennzeichen HB-HOS flog. Nachdem sich ihre Sanierung – nicht zuletzt aufgrund behördlicher Auflagen im Gefolge des Flugzeugabsturzes vom 4. August 2018 – als nicht mehr lohnend herausgestellt hatte, wurde die Maschine symbolisch für einen Schweizer Franken an das Museum in Wernigerode verkauft. Es ist vorgesehen, das Flugzeug auf den Originalzustand von 1939 einschließlich der Instrumentierung zurückzubauen und für das Publikum begehbar zu machen.
Im Automobilbereich sind unter anderem Fahrzeuge von Rolls-Royce und Jaguar zu sehen. Zusätzlich wird im Keller die komplette und restaurierte Telefonanlage von Wernigerode aus dem Jahr 1928 gezeigt.

### Flugzeuge
- Aero Ae-45S Super Aero
- Antonow An-2
- de Havilland DH.112 Venom FB.1R der Schweizer Luftwaffe mit dem Kennzeichen J-1635
- Dassault Mirage III RS der Schweizer Luftwaffe mit dem Kennzeichen R-2113
- Dornier Do 27 B1
- Dornier Do 28 D1
- Fiat G.91R/3
- Hindustan Aeronautics HF 24 „Marut“[5]
- Hunting Percival Jet Provost Mk 4
- Junkers Ju 52/3m (wird derzeit restauriert)
- Let Z-37A
- Lockheed F-104 „Starfighter“
- Lockheed T-33A
- Mikojan-Gurewitsch MiG-21 SPS
- Mikojan-Gurewitsch MiG-23 MF
- Nord 1101
- North American F-86
- Scheibe L-Spatz 55
- Transall C-160

### Hubschrauber
- Aérospatiale Alouette II
- Aérospatiale Alouette III
- Bell UH-1D
- Bölkow Bo 105
- Mil Mi-2
- Westland Whirlwind H.A.R. Mk 10

### Sonstiges
- Ausrüstungsgegenstände für Piloten
- Automobile
- Cockpits
- Fahrwerke
- Instrumentenbretter
- Jatho-Nachbau
- Modelle verschiedener Flugzeuge und Hubschrauber
- Schleudersitze
- Simulator Messerschmitt Bf 109
- Simulator Bell UH-1 D
- Tauchgerät